# Ava Rose

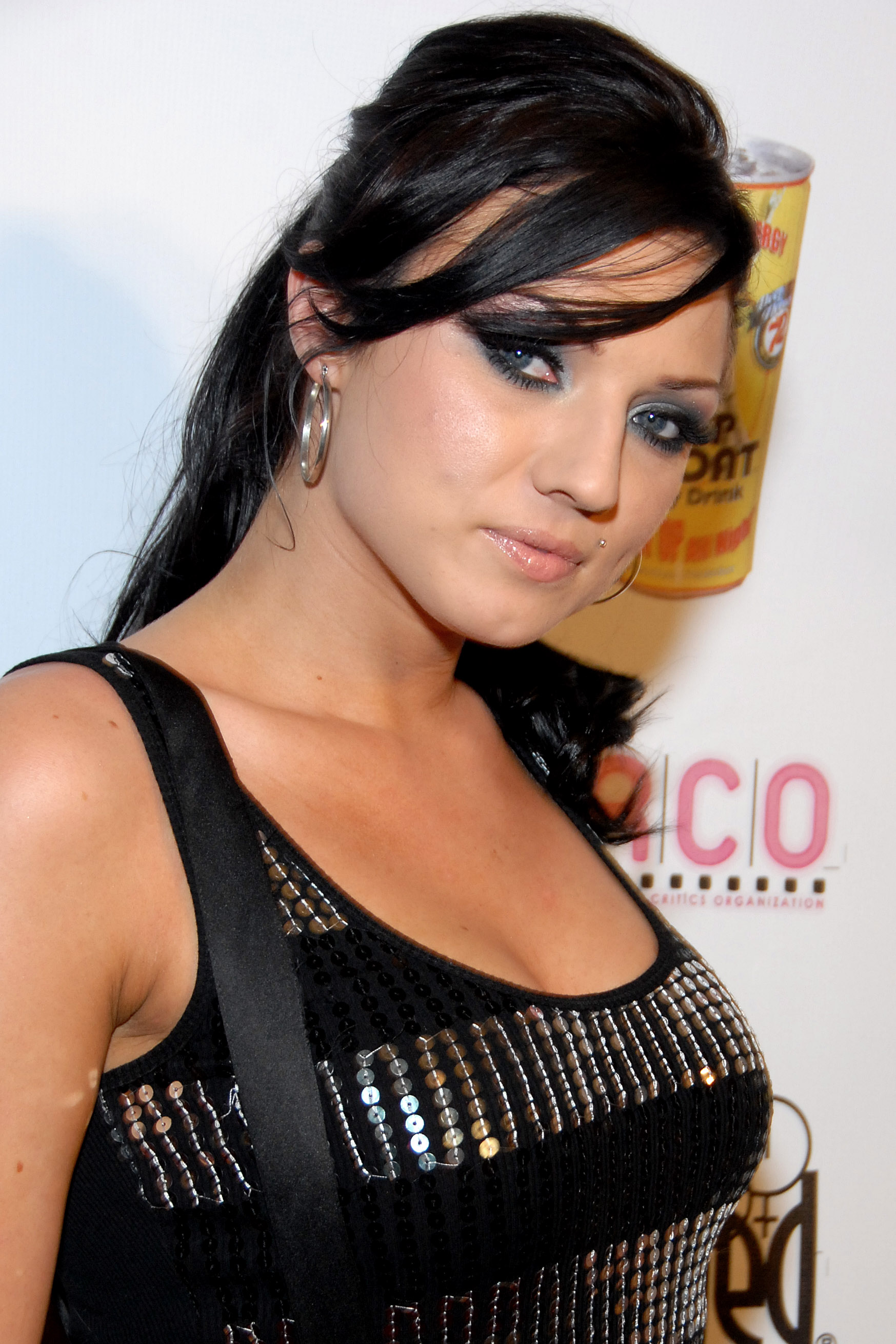
Ava Rose, 2009

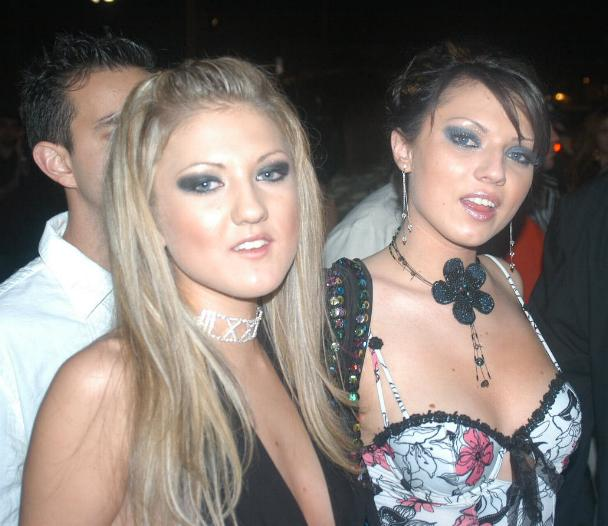
Ava Rose (rechts) mit ihrer Schwester Mia Rose (2006)

Ava Rose (* 9. Februar 1986 in Sutton, Alaska als Nadja Verebely) ist eine US-amerikanische Pornodarstellerin. Sie ist die ältere Schwester von Mia Rose.

## Karriere
Ava Rose arbeitete wie ihre jüngere Schwester Mia anfangs als Stripperin und Nacktmodel in Las Vegas, bevor sie 2006 in die Porno-Branche wechselte. Im Juli schloss Ava einen exklusiven Vertrag mit dem Adam & Eve Studio über die Mitarbeit an vier Filmen ab. Es entstanden Filme wie Hell Kats, It’s All About Ava und Double Trouble. In letzterem spielte sie an der Seite ihrer Schwester, ohne dabei mit ihr Sex zu haben. Der Vertrag wurde 2007 um ein weiteres Jahr verlängert. Sie war auch in zwei Episoden der Reihe Whorecraft zu sehen. Im TV-Ableger der Howard Stern Show hatte sie 2006 und 2007 Auftritte. 2008 wurde sie in der Dokumentation 9to5 – Days in Porn interviewt.
2011 war sie im Horrorfilm The Los Angeles Ripper als Schauspielerin zu sehen.

## Filmografie (Auswahl)
Die Internet Adult Film Database (IAFD) listet bis heute (Stand: August 2020) in mehr als 220 Filme, in denen Ava Rose mitgespielt hat.
- 2006: Jack’s POV 4
- 2007: Dark City
- 2007: Eden
- 2007: Tease
- 2008: Roller Dollz
- 2008: Evil Pink 4
- 2008: Carolina Jones and the Broken Covenant
- 2009: Big Wet Asses 15 & 16
- 2009: Big Ass Fixation 4
- 2009: Massive Asses 4
- 2010: Battle of the Asses 2
- 2011: Ass Worship 12

## Auszeichnungen
- 2006: XRCO-Award-Nominierung – New Starlet[4]
- 2007: AVN-Award-Nominierung – Best New Starlet[5]
- 2007: F.A.M.E.-Award-Finalist – Favorite Oral Starlet[6]
- 2007: Adultcon Top 20 Adult Actresses[7]
- 2009: AVN-Award-Nominierung – Best Threeway Sex Scene – Caroline Jones and the Broken Covenant
- 2009: AVN-Award-Nominierung – Best Group Sex Scene – Dark City
- 2009: AVN-Award-Nominierung – Best Group Sex Scene – Roller Dollz
- 2010: AVN-Award-Nominierung – Best All-Girl Group Sex Scene – Belladonna’s Road Trip: Cabin Fever
- 2010: AVN-Award-Nominierung – Best Group Sex Scene – Pornstar Workou